# Sân bay quốc tế Kotoka
Sân bay quốc tế Kotoka (IATA: ACC, ICAO: DGAA) là một sân bay ở Accra, Ghana. Đây là sân bay quan trọng nhất quốc gia này và có thể phục vụ máy bay lớn như Airbus A380. Năm 1967, sân bay này đã được đặt tên theo Col. Emmanuel Kotoka, một người bị bắn chết gần sân bay này trong cuộc âm mưu đảo chính "Guitar-Boy".
Năm 2004, sân bay này phục vụ 806.365 lượt khách.

## Các hãng hàng không và các tuyến điểm
- Aero Contractors (Nigeria) (Abidjan, Lagos, Monrovia)
- Afriqiyah Airways  (Tripoli, Abidjan, Lome, Lagos)
- Air Burkina (Ouagadougo)
- Air Ivoire (Abidjan, Lome, Cotonou)
- Alitalia (Rome)
- Antrak Air (Kumasi, Tamale, Ougadougou)
- Arik Air (Lagos)
- Bellview Airlines (Lagos, Abidjan, Monrovia)
- British Airways (London-Heathrow)
- CTK - CiTylinK
- Delta Air Lines (New York-JFK)
- EgyptAir  (Cairo)
- Emirates (Dubai, Abidjan)
- Ethiopian Airlines (Abidjan, Addis Ababa, Lagos, Lome)
- Ghana International Airlines (London-Gatwick)
- Kenya Airways (Nairobi, Freetown, Monrovia)
- KLM (Amsterdam)
- Lufthansa (Frankfurt, Lagos)
- Middle East Airlines (Beirut, Abidjan, Kano, Lagos)
- Royal Air Maroc (Abidjan, Casablanca)
- Slok Air International (Monrovia, Freetown, Banjul, Dakar)
- South African Airways (Abidjan, Johannesburg, Lagos)
- Virgin Nigeria (Lagos, Dakar)

### Các hãng hàng hóa
- Aerogem Cargo
- Cargolux
- DAS Air Cargo